# Autonymie
Cet article possède un paronyme, voir Autonyme.
 (septembre 2016).
Améliorez-le ou discutez des points à vérifier. 
 (mars 2013).
Si vous disposez d'ouvrages ou d'articles de référence ou si vous connaissez des sites web de qualité traitant du thème abordé ici, merci de compléter l'article en donnant les références utiles à sa vérifiabilité et en les liant à la section « Notes et références ».
L'autonymie est une figure de style consistant à désigner la substance d'un mot par le mot lui-même, lorsque celui-ci est cité en se désignant lui-même. Elle consiste aussi à citer in extenso une citation, comme écrire directement : « Un livre qu'on quitte sans en avoir extrait quelque chose est un livre qu'on n'a pas lu » (Antoine Albalat) ; au lieu de : « Antoine Albalat a écrit qu'un livre qu'on quitte sans en avoir extrait quelque chose est un livre qu'on n'a pas lu. »
Souvent ce mot ou cet énoncé autonyme est signalé par des guillemets à l'écrit puisque l'on se réfère à des propriétés du mot. Quand le mot autonyme est isolé, il est aussi possible, voire plus lisible, de le mettre seulement en italique.
Le lexique employé pour parler de ces mots s'appelle le métalangage. Ainsi :
[Le nom] voiture est du genre féminin.
Cette dernière phrase appartient au discours métalinguistique avec un mot autonyme, voiture, et des termes métalinguistiques, nom et genre ; le référent de voiture n'est plus un objet du monde désignant telle voiture, mais un objet linguistique, le signifié grammatical de voiture.
Il existe aussi des autonymies de signe :
[Le mot] table désigne un plateau posé sur des pieds.
Et enfin des autonymies de signifiant. Dans l'exemple suivant, le signifiant désigne l'image acoustique [tabl] :
[Le mot] « table » n'a qu'une syllabe.
Table est une chaîne de cinq caractères (lettres, graphèmes).

## Modalisation autonymique
La modalisation autonymique ou connotation autonymique est un cas particulier de l'autonymie.
Il s'agit d'une propriété réservée au discours rapporté direct où les mots 
peuvent être mis entre guillemets ou en italique à l'écrit ou bénéficier d'une intonation généralement plate à l'oral. La modalisation autonymique a comme particularité de faire le discours cité se désigner lui-même car tout discours cité est autonyme ainsi dans la phrase :
(4) Paul dit : Je t'ai apporté un « petit » cadeau.
Le discours rapporté : Je t'ai apporté un « petit » cadeau, est un autonyme de même 
que l'adjectif « petit ». Mais la modalisation autonymique se distingue de l'autonymie par le fait que le mot ou l'expression citée soit utilisé simultanément de deux façons différentes d'après le linguiste M. Arrivé :
- premièrement en usage ou de façon mondaine c'est-à-dire les mots sont utilisés comme ils sont ordinairement pour désigner des objets du monde ;
- deuxièmement et simultanément ces mots sont utilisés en mention, de façon autonymique, ils sont cités.

La modalisation ou connotation autonymique (co-= deux sens) a toujours lieu dans le discours rapporté direct, et non pas dans le discours indirect.
(5) Paul m'a invité dans un « petit bistro », c'était en réalité un restaurant 3 étoiles.
On remarque que le segment cité entre guillemets « petit bistro » est à la fois utilisé en usage pour désigner le référent mondain : un restaurant 3 étoiles, et en mention pour désigner en tant qu'autonyme l'expression « petit bistro » elle-même, ce qui confère au fragment rapporté le statut d'îlot textuel.